# قبر بي أبة
قبر بي أبة (بالفارسية: مزار بی آبه) هو قبر تاريخي يعود إلى القرن العاشر الهجري والقرن الحادي عشر الهجري، ويقع في مقاطعة فريمان.